# Cannibal Girls
Cannibal Girls – kanadyjski horror z 1973 roku w reżyserii Ivana Reitmana.

## Obsada
- Eugene Levy — Clifford Sturges
- Andrea Martin — Gloria Wellaby
- Ronald Ulrich — Alex St. John
- Randall Carpenter — Anthea
- Bonnie Neilson — Clarissa
- Mira Pawluk — Leona
- Bob McHeady — szeryf
- Alan Gordon – Rick, pierwsza ofiara
- Allan Price — Felix, druga ofiara
- Earl Pomerantz — trzecia ofiara
- May Jarvis — pani Wainwright
- Gino Marrocco — Mouse
- Rick Maguire — pracownik stacji benzynowej
- Bunker — Henchman
- Fishka Rais — właściciel delikatesów
- Marion Swadron — pani Wilson
- Ray Lawlor — doktor
- Neil Lundy — brat
- Joan Fox — żona policjanta
- David Clement — Henchman
- Julie Thilpot — dziewczyna na plaży
- Doug Ganton —  chłopak na plaży
- Lyn Logan — dziewczyna w samochodzie